# Guido Klein
Guido Klein (Roma, 21 marzo 1923 – ...) è stato un calciatore e allenatore di calcio italiano, di ruolo attaccante.

## Biografia
Nato a Roma, ma di origini tedesche, esordì nella Fortitudo nel 1941. Passò allo Stoccarda dove giocò sei stagioni per poi passare nell'estate del 1949 nella Torrese di Torre Annunziata; ha poi giocato sette stagioni nel Catania, di cui è stato a lungo il primatista di reti segnate, a pari merito con Adelmo Prenna, prima di essere superato da Mascara e Spinesi, realizzando 47 reti complessive, di cui 15 nella sola stagione 1950-1951.
Ha giocato in Serie A 5 partite nella stagione 1954-1955, segnando 1 rete nella sconfitta esterna contro la Roma, e 144 incontri con 47 reti in Serie B con Catania e Modena. Nella stagione 1958-1959 giocò nel Campionato Interregionale con la Nuova Cisterna, unendosi alla squadra nel febbraio 1959, a torneo iniziato.
Una volta finita la carriera di calciatore intraprende quella di allenatore, guidando la Lazio Calcio femminile.

## Palmarès

### Giocatore

#### Club

##### Competizioni nazionali
- Serie B: 1

Catania: 1953-1954